# 德贝斯陨石坑
德贝斯陨石坑（Debes）是位于月球正面东北部一座古老的小撞击坑，约形成于39.2-38.5亿年前的酒海纪，其名称取自德国制图师恩斯特·德贝斯（1840年-1923年），1935年被国际天文学联合会正式接受。

## 描述

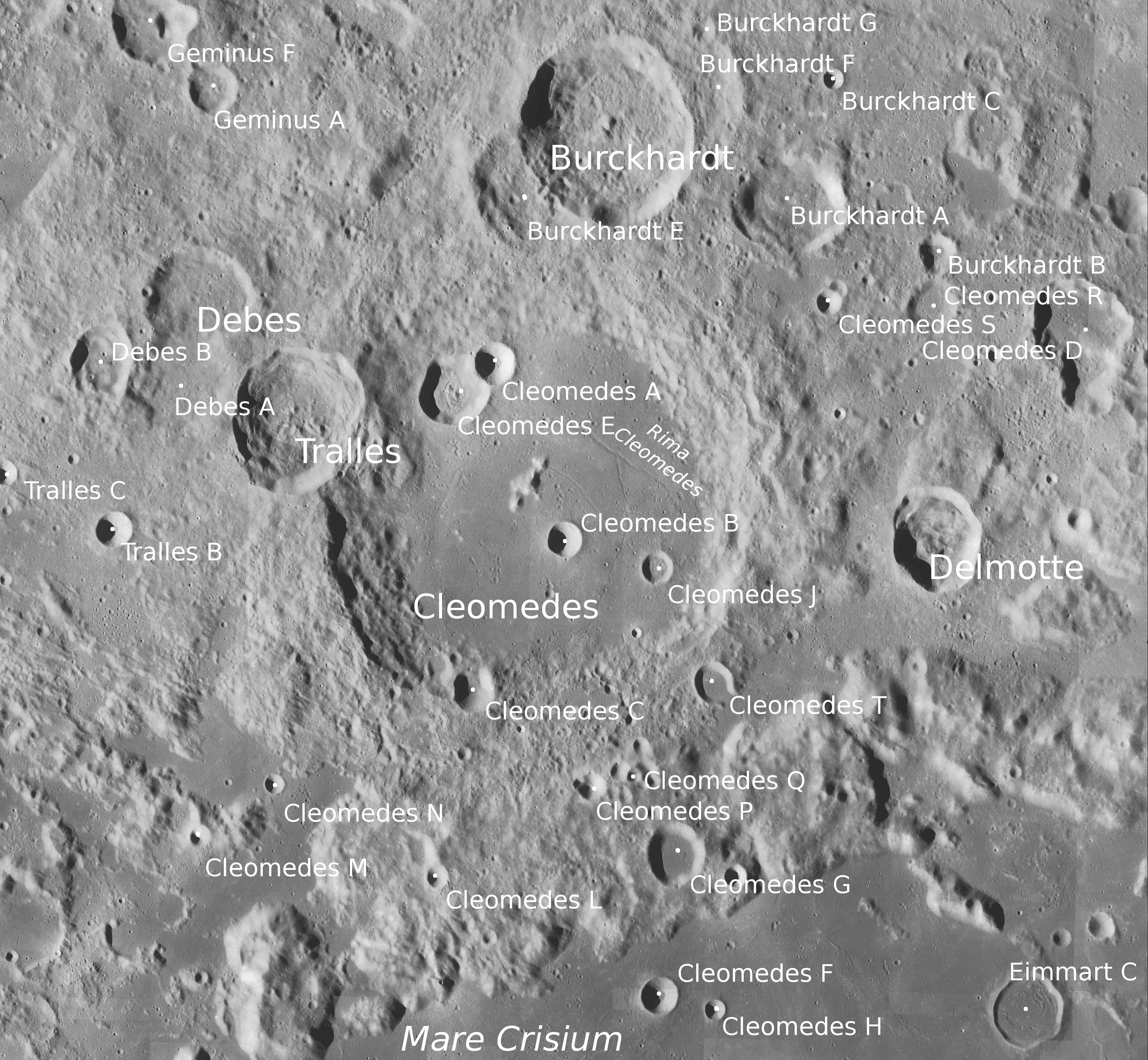
德贝斯陨石坑的周边，月球勘测轨道飞行器拍摄。

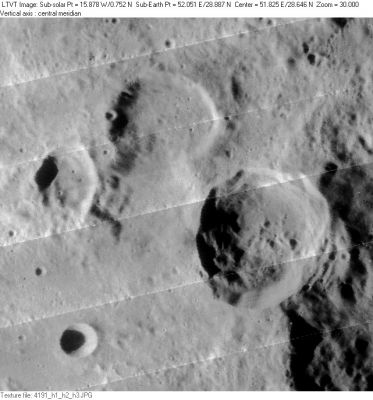
德贝斯陨石坑位于上部，右边是特拉勒斯陨石坑，月球轨道器4号拍摄。

该陨坑西侧和北面分别毗邻纽康陨石坑和贝采利乌斯陨石坑、东北、东北偏东及东南偏东分别坐落了更大的杰米纽斯环形山、布尔克哈特环形山和克莱奥迈季斯环形山，相对年轻的特拉勒斯陨石坑靠近它的东南、西南则横亘了较大的马克罗比乌斯环形山，德贝斯陨石坑的西面绵延着嶙峋的金牛山脉、西北和东南分别分布着梦湖和爱湾，而平坦的危海则坐落在它的东南偏南方。该陨坑中心月面坐标为29°28′N 51°37′E / 29.47°N 51.62°E，直径31.92公里，深约2.048公里。
德贝斯陨石坑外观轮廓圆状，因存续时间悠长而明显磨损钝化，破裂的南侧边缘连接了卵状的卫星坑德贝斯 A，而该卫星坑的西侧又志德贝斯 B相接壤，三者形成一种三联坑的结构。德贝斯陨石坑的残壁最大高出周边地形940米，坑内容积约有709.52立方公里，坑底表面相对平坦，没有其它醒目的地貌结构。

## 卫星陨石坑
按惯例，最靠近德贝斯陨石坑的卫星坑将在月图上以字母标注在它的中心点旁边。

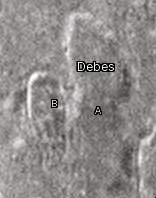
周边卫星坑图

| 德贝斯 | 纬度     | 经度     | 直径      |
| ------ | -------- | -------- | --------- |
| A      | 28.71° N | 51.47° E | 34.27公里 |
| B      | 28.92° N | 50.53° E | 19.57公里 |

- 卫星坑德贝斯 A约形成于酒海纪[1]。

## 另请参阅
- Andersson, L. E.; Whitaker, E. A. . NASA RP-1097. 1982.
- Blue, Jennifer. . USGS. July 25, 2007  [2007-08-05]. （原始内容存档于2013-02-13）.
- Bussey, B.; Spudis, P. . New York: Cambridge University Press. 2004. ISBN 978-0-521-81528-4.
- Cocks, Elijah E.; Cocks, Josiah C. . Tudor Publishers. 1995. ISBN 978-0-936389-27-1.
- McDowell, Jonathan. . Jonathan's Space Report. July 15, 2007  [2007-10-24]. （原始内容存档于2018-12-25）.
- Menzel, D. H.; Minnaert, M.; Levin, B.; Dollfus, A.; Bell, B. . Space Science Reviews. 1971, 12 (2): 136–186. Bibcode:1971SSRv...12..136M. doi:10.1007/BF00171763.
- Moore, Patrick. . Sterling Publishing Co. 2001. ISBN 978-0-304-35469-6.
- Price, Fred W. . Cambridge University Press. 1988. ISBN 978-0-521-33500-3.
- Rükl, Antonín. . Kalmbach Books. 1990. ISBN 978-0-913135-17-4.
- Webb, Rev. T. W.  6th revised. Dover. 1962. ISBN 978-0-486-20917-3.
- Whitaker, Ewen A. . Cambridge University Press. 1999. ISBN 978-0-521-62248-6.
- Wlasuk, Peter T. . Springer. 2000. ISBN 978-1-85233-193-1.